# Oberösterreichische Landesausstellung 2021
Die Oberösterreichische Landesausstellung 2021 fand in der Statutarstadt Steyr in Oberösterreich statt. Der Titel der Oberösterreichischen Landesausstellung lautete Arbeit – Wohlstand – Macht.

## Geschichte
Mehr als 80 Personen haben sich im Projekt Wir sind Landesausstellung engagiert, das vom Kulturreferat der Stadt Steyr getragen und von der Direktion Kultur des Landes Oberösterreich unterstützt wurde. Dabei sind acht konkrete Projekte entstanden.

## Ausstellungshäuser
- Schloss Lamberg, Thema Macht.
- Innerberger Stadel, heute Museum der Stadt Steyr, Thema Wohlstand.
- Museum Arbeitswelt Steyr, Thema Arbeit.